# Гардаян-Хев
Гардая́н-Хев (рос. Гардаян-Хев) — гірська вершина у північно-східній частині Великого Кавказу. Знаходиться на території Росії (південний Дагестан).